# Вулька (Рипінський повіт)
Вулька (пол. Wólka) — село в Польщі, у гміні Скрвільно Рипінського повіту Куявсько-Поморського воєводства. Населення — 106 осіб (2011).
У 1975-1998 роках село належало до Влоцлавського воєводства.

## Демографія
Демографічна структура станом на 31 березня 2011 року:
|          | Загалом | Допрацездатний вік | Працездатний вік | Постпрацездатний вік |
| -------- | ------- | ------------------ | ---------------- | -------------------- |
| Чоловіки | 53      | 8                  | 40               | 5                    |
| Жінки    | 53      | 14                 | 26               | 13                   |
| Разом    | 106     | 22                 | 66               | 18                   |